# Orchondalens kulturlandskap

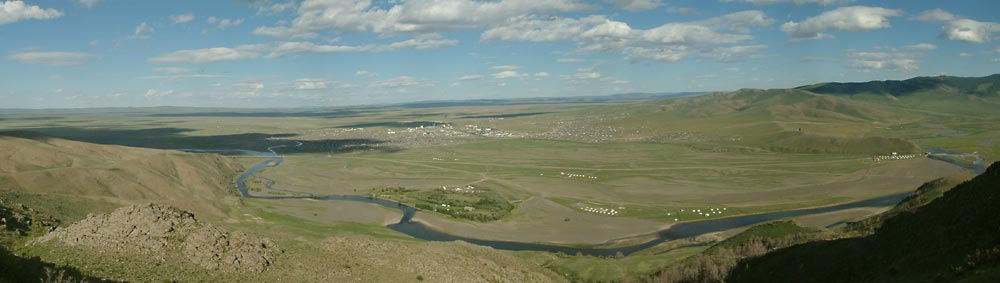
Utsikt över Orchondalen

Orchondalens kulturlandskap är ett världsarvsområde i centrala Mongoliet. Området består av stäpp och betesmarker längs floden Orchons stränder och har en lång historia som kulturellt viktigt centrum för nomadiska folk i området. År 2004 utvaldes det därför av Unesco som världsarvsområde.
I världsarvsområdet finns inristningar från 700-talet med orchonskrift, det tidigaste kända turkiska skriftspråket. Inristningarna i Orchondalen brukar kallas för Orchoninskrifterna och består av tre större och ett antal mindre monument som liknar obelisker, varav de första upptäcktes år 1889.
I Ochondalen finns också ruinerna av två historiskt intressanta städer, det uiguriska imperiets huvudstad Ordu Baliq och den mongoliske härskaren Djingis Khans huvudsäte Karakorum.
Platsen är också känd för de tre klostren Erdene Zuu, Tuvkhun och Shankh. Erdene Zuu var det första buddhistiska kloster som byggdes i Mongoliet. Det förstördes delvis under åren 1937 till 1940, när Mongoliet var en kommunistisk regim. Även Tuvkhun och Shankh var buddhistiska kloster och båda förstördes under samma tid nästan helt. Delar av Tuvkhun har från och med år 1990 börjat rekonstrueras, utifrån gamla fotografier. Också för Shankh har viss återuppbyggnad inletts.